# Argiope comorica
Argiope comorica là một loài nhện trong họ Araneidae.
Loài này thuộc chi Argiope. Argiope comorica được miêu tả năm 1997 bởi Bjørn.